# The Pretty Things (альбом)
The Pretty Things — дебютный альбом британской рок-группы The Pretty Things, вышедший в марте 1965 года на лейбле Fontana Records в Великобритании и США.  При этом списки композиций в британском и американском издании несколько отличались. 
В 2023 году все 13 студийных альбомов группы (включая The Pretty Things в британской версии) были выпущены в бокс-сете под названием The Complete Studio Albums 1965-2020.

## Об альбоме
Компания Fontana Records забронировала два дня сессий звукозаписи для дебютного альбома Pretty Things. Спустя полчаса после начала первой сессии записи, оригинальный продюсер Джек Бэверсток, глава компании, ушёл из-за поведения группы и алкоголизма, и впоследствии был заменён ударником Бобби Грэмом, которому пришлось стать продюсером, чтобы спасти сессии.
Около трети композиций альбома представляют собой обработки песен американского блюзового музыканта Бо Диддли, а остальные также в той или иной степени вдохновлены его работами. По словам музыкального критика Брюса Эдера, кавер-версия песни Чака Берри «Oh, Baby Doll» звучала так, будто была исполнена в стиле Бо Диддли. Песня «13 Chester Street», посвященная дому, который Pretty Things делили с Брайаном Джонсом из The Rolling Stones, в музыкальном плане представляет собой нечто среднее между музыкой Rolling Stones и Слима Харпо. В альбом также вошла кавер-версия песни «Pretty Thing», написанная Бо Диддли и Вилли Диксоном, в честь которой и была названа группа.

## Список композиций
UK version
| №                   | Название                                                    | Автор(ы)                                                     | Длительность |
| ------------------- | ----------------------------------------------------------- | ------------------------------------------------------------ | ------------ |
| 1.                  | «Road Runner»                                               | Ellas McDaniel                                               | 3:14         |
| 2.                  | «Judgement Day» (adapted and arranged by the Pretty Things) | Bryan Morrison                                               | 2:49         |
| 3.                  | «13 Chester Street»                                         | Phil May Dick Taylor Brian Pendleton John Stax Vivian Prince | 2:22         |
| 4.                  | «Big City»                                                  | Jimmy Duncan Alan Klein                                      | 2:02         |
| 5.                  | «Unknown Blues»                                             | May Taylor Pendleton Stax Prince                             | 3:49         |
| 6.                  | «Mama, Keep Your Big Mouth Shut»                            | Ellas McDaniel                                               | 3:03         |
| Общая длительность: | Общая длительность:                                         | Общая длительность:                                          | 17:15        |

| №                   | Название                 | Автор(ы)                                                   | Длительность |
| ------------------- | ------------------------ | ---------------------------------------------------------- | ------------ |
| 7.                  | «Honey, I Need»          | Dick Taylor John Warburton Peter Leslie Smith Ian Stirling | 2:00         |
| 8.                  | «Oh, Baby Doll»          | Chuck Berry                                                | 3:01         |
| 9.                  | «She's Fine, She's Mine» | Ellas McDaniel                                             | 4:24         |
| 10.                 | «Don't Lie to Me»        | Tampa Red                                                  | 3:53         |
| 11.                 | «The Moon Is Rising»     | Jimmy Reed                                                 | 2:33         |
| 12.                 | «Pretty Thing»           | Willie Dixon                                               | 1:39         |
| Общая длительность: | Общая длительность:      | Общая длительность:                                        | 17:30        |

US version
| №  | Название             | Автор(ы)                         | Длительность |
| -- | -------------------- | -------------------------------- | ------------ |
| 1. | «Honey, I Need»      | Taylor Warburton Smith           | 1:58         |
| 2. | «Rosalyn»            | Jimmy Duncan Bill Farley         | 2:20         |
| 3. | «13 Chester Street»  | May Taylor Pendleton Stax Prince | 2:20         |
| 4. | «I Can Never Say»    | May Taylor Pendleton Stax Prince | 3:00         |
| 5. | «Unknown Blues»      | May Taylor Pendleton Stax Prince | 2:35         |
| 6. | «The Moon Is Rising» | Reed                             | 2:30         |

| №   | Название              | Автор(ы)                         | Длительность |
| --- | --------------------- | -------------------------------- | ------------ |
| 7.  | «Don't Bring Me Down» | Johnnie Dee                      | 2:09         |
| 8.  | «Road Runner»         | McDaniel                         | 3:13         |
| 9.  | «We'll Be Together»   | May Taylor Stax                  | 2:09         |
| 10. | «Judgement Day»       | May Taylor Pendleton Stax Prince | 2:45         |
| 11. | «Big City»            | Duncan Klein                     | 2:30         |
| 12. | «Pretty Thing»        | Willie Dixon                     | 1:39         |

## Участники записи
- Фил Мэй — вокал
- Дик Тэйлор — гитара
- Брайан Пендлтон — ритм-гитара, бэк-вокал
- Джон Стакс — бас-гитара, гармоника, бэк-вокал
- Вив Принс – ударные
- Бобби Грэм – ударные